# Kamvaren
De kamvaren (Dryopteris cristata) is een kosmopolitische niervaren (Dryopteris). Het is een soort van vennen en moerassen. De kamvaren is in België zeer zeldzaam en is in Nederland algemener.

## Naamgeving en etymologie
Synoniem:
- Polypodium cristatum L. (1753)

Dryopteris komt van het Oudgriekse δρῦς, drus (boom) en πτερίς, pteris (varen); de soortaanduiding cristata van het Latijnse cristatus (met een kam).

## Kenmerken

### Plant
De kamvaren is een overblijvende, kruidachtige plant met een korte, dikke, opstijgende wortelstok, waaruit elk jaar een bundel wijd uitgespreide, steriele bladen en rechtopstaande, fertiele bladen ontstaat.

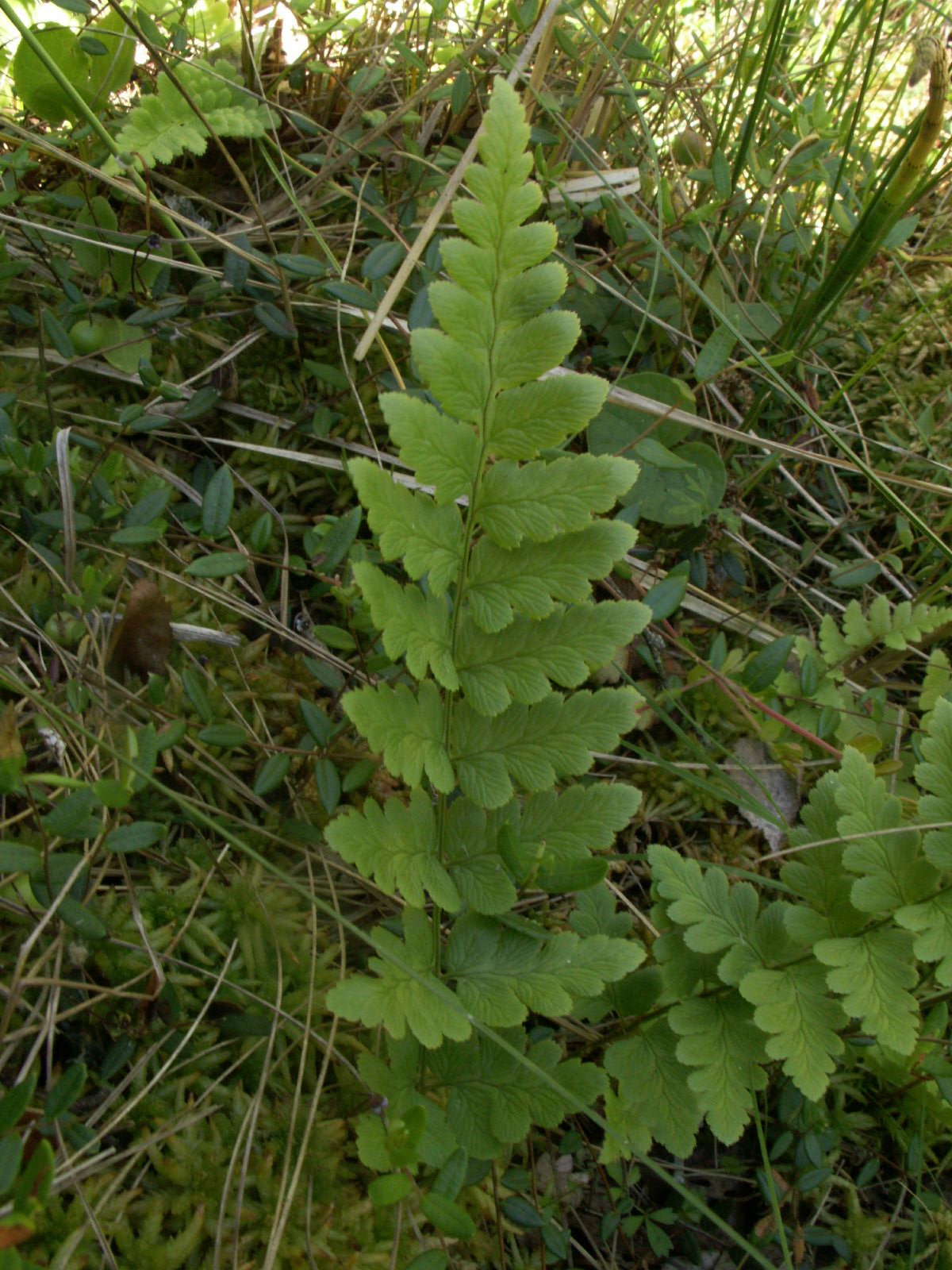
Vruchtbaar blad

### Bladeren
De vruchtbare of fertiele bladen staan rechtop, zijn tot 80 cm lang, smal langwerpig van vorm en eenmaal tot dubbelgeveerd. De onderste deelblaadjes zijn een kwart slag gedraaid ten opzichte van de bladsteel en staan dus horizontaal als een ladder, waardoor de sporenhoopjes beschermd worden tegen de elementen. De bladslipjes zijn gezaagd met stekelvormige tandjes. De bladsteel is half zo lang als de bladschijf, onderaan bruin geschubd en naar boven geelgroen gekleurd.
De onvruchtbare of steriele bladen staan schuin af en zijn korter (tot 45 cm), maar lijken verder sterk op de vruchtbare bladen.

### Sporenhoopje
De sporenhoopjes zijn rond, liggen langs de bladnerf en hebben een niervormig dekvliesje. De sporen zijn rijp van juli tot september.

## Habitat
De kamvaren prefereert natte, voedselarme, zwak zure gronden in de zon of halfschaduw. Hij is meestal te vinden in veenmosrietlanden, broekbossen, beekdalmoerassen, aan de rand van hoogvenen en aan bosgreppels. Soms ook in duinvalleien, spoorwegbermen en vochtige muren.

## Voorkomen
De kamvaren komt voor in de koude tot gematigde streken van het noordelijk halfrond van Noord-Amerika over Europa tot in Siberië.
In België is de soort zeer zeldzaam over het hele land. In Nederland is de soort plaatselijk vrij algemeen in laagveengebieden en in Drenthe, zeldzaam in duingebieden, elders zeer zeldzaam .

## Verwante en gelijkende soorten
De kamvaren heeft in België en Nederland nog enkele verwante leden in het geslacht niervaren, maar kan daarvan onderscheiden worden door zijn smal langwerpige vorm.
In hetzelfde biotoop komt enkel nog de moerasvaren (Thelypteris palustris) voor, maar deze kan onderscheiden worden door zijn alleenstaande bladen die lancetvormig en in verhouding breder zijn.

## Zeldzaamheid en bescherming
De kamvaren wordt op de Vlaamse Rode Lijst (planten) vermeld als 'bedreigd'. Op de Nederlandse Rode Lijst (planten) wordt de soort niet vermeld.